# U.S. Steel Tower
US Steel Tower, conosciuta anche come Steel Building o UPMC Building, chiamata precedentemente USX Tower, è un grattacielo di 64 piani alto 256,34 m situato al Grant Street 600 nel centro di Pittsburgh, in Pennsylvania. È il grattacielo più alto di Pittsburgh, il quinto edificio più alto della Pennsylvania, il 52° più alto negli Stati Uniti e il 200° edificio più alto del mondo. È l'edificio più alto del mondo con un tetto completamente piatto.
Il nome originale della torre quando fu completato era US Steel Tower e fu successivamente cambiato in USX Tower nel 1988. Il nome infine venne ripristinato in US Steel Tower nel gennaio 2002 dalla US Steel.